# هیپ هاپ فلسطینی

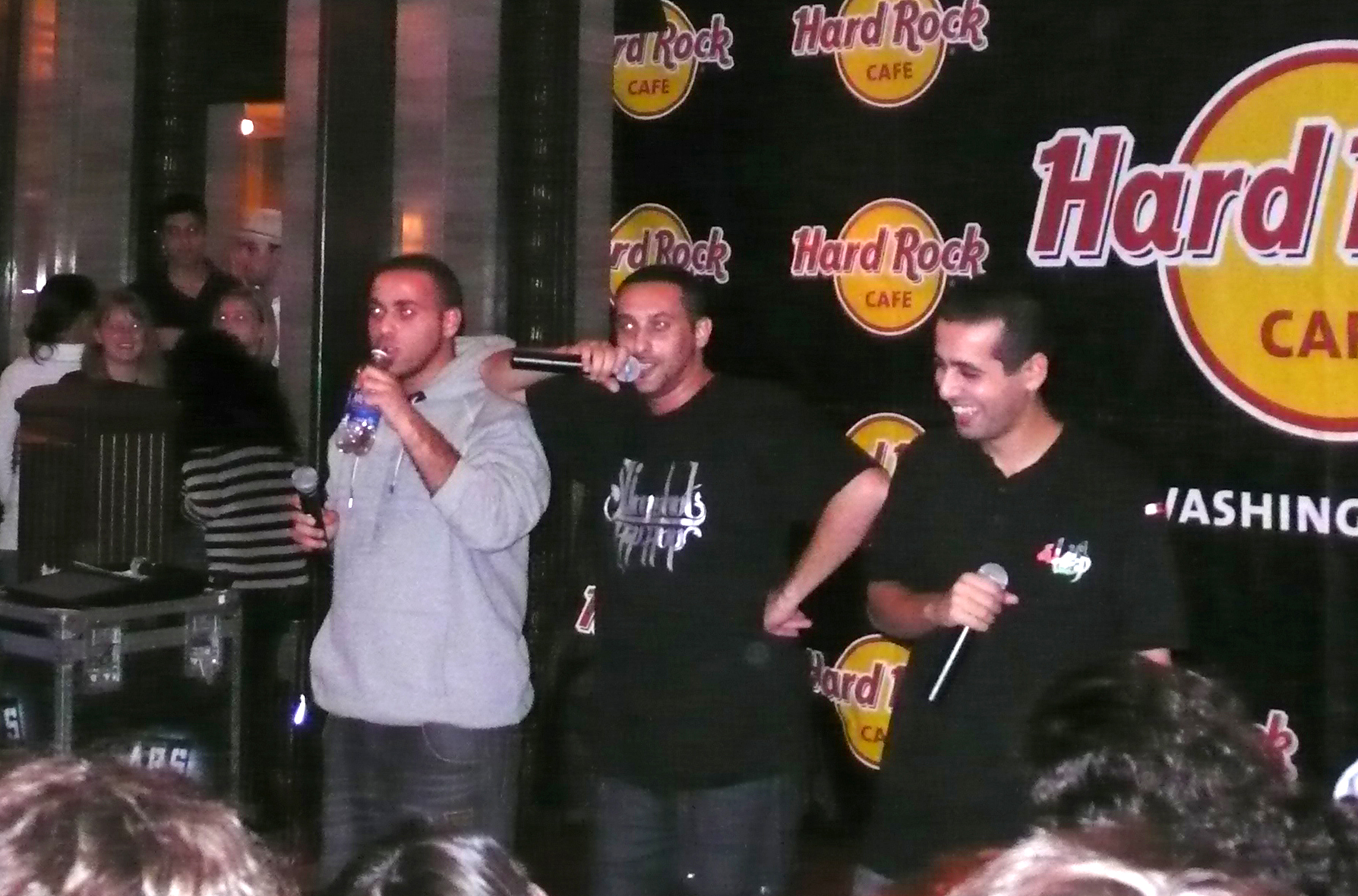
گروه موسیقی هیپ هاپ فلسطینی

موسیقی هیپ هاپ یا رپ فلسطینی در سال ۱۹۹۸ با تامر نفر و گروهش به نام دام آغاز به کار کرد. این جوانان فلسطینی رپ فلسطینی را که آمیزه‌ای از ملودی‌های عربی و ضرب‌های هیپ هاپ است، به وجود آوردند. ترانه‌ها بیشتر به زبان‌های عربی، عبری، انگلیسی و گاهی فرانسه خوانده می‌شوند. از آن زمان به بعد، رپ فلسطین هنرمندانی از فلسطین، اسرائیل، انگلیس، ایالات متحده و کانادا به خود دیده‌است.
نوازندگان جوان فلسطینی با الهام از موسیقی سنتی رپ که برای اولین بار در دهه ۱۹۷۰ در نیویورک پدیدار شد، سبک هیپ هاپی متناسب با شرایط اجتماعی و سیاسی زندگی و کار خود شکل دادند. هیپ هاپ فلسطینی در تلاش برای به چالش کشیدن تفکر قالبی است و سعی می‌کند گفتگو دربارهٔ درگیری اسرائیل و فلسطین گسترش دهد. هنرمندان هیپ هاپ فلسطینی به شدت تحت تأثیر رپرهای آمریکایی قرار گرفته‌اند. تامار نفر می‌گوید: "وقتی صدای توپاک را که می‌گفت" It's a White Man's World " شندیم تصمیم گرفتم هیپ هاپ را جدی بگیرم. این موسیقی علاوه بر تأثیرات هیپ هاپ آمریکایی، شامل آخشیج‌هایی از موسیقی فلسطینی و عربی از جمله «زاژال، مووال و سجع» است که می‌توان آنها را به گفتار عربی تشبیه کرد که همچنین شامل ضرب موسیقی عربی است.

## درونمایه
بسیاری از هنرمندان هیپ هاپ فلسطینی به موضوعاتی که مستقیماً بر فلسطینیان در سرزمینهای اشغالی، اسرائیلی و تبعیدی تأثیر می‌گذارد، می‌پردازند. این هنرمندان از هیپ هاپ برای پرداختن به موضوعاتی از جمله مردسالاری، مواد مخدر، خشونت ، فساد و بی رحمی پلیس استفاده می‌کنند. بر خلاف آرمان‌های رپ آمریکایی، رپرهای فلسطینی بر افشای شرایط زندگی مردم فلسطین، به ویژه انکار تعیین سرنوشت فلسطین در وطن خود تمرکز دارند. وطن‌گرایی فلسطینی، فارغ از هنرمندان، در کانون همه هیپ هاپ فلسطینی قرار دارد. شرایط زندگی کنونی فلسطینیان ساکن فلسطین اشغالی و داخل اسرائیل در آهنگ‌های «تروریست کیست» از DAM و «فلسطین آزاد» توسط برادران چکش آمده‌است. هنرمندان هیپ هاپ فلسطینی به جای اینکه تسلیم خشونت پیرامونشان شوند، سعی می‌کنند پیام‌های آگاهانه از نظر سیاسی را به جهانیان برسانند.